# Коридорний (фільм)
«Коридорний» (англ. The Bell Boy) — американська короткометражна кінокомедія Роско Арбакла 1918 року з Бастером Кітоном в головній ролі.

## Сюжет
Фатті і Бастер працюють в готелі — носіями, прибиральниками, ліфтерами. І вся їх робота обов'язково сповнена пригодами і духом конкуренції. Можливо, винна в цьому загальна симпатія до однієї дівчини. Але вся слава, чомусь, дістається Фатті. Вже дуже самовпевнено він поводиться і не дає шансу Бастеру.

## У ролях
- Роско ’Товстун’ Арбакл — коридорний
- Бастер Кітон — коридорний
- Аль Ст. Джон — співробітник ресепшина
- Еліс Лейк — дівчина
- Джо Кітон — гість
- Чарльз Дадлі — гість